# 湯滝
湯滝（ゆたき、ゆだき）は、栃木県日光市奥日光地域の湯ノ湖の南端から流れ落ちる滝。高さ70m、最大幅25m。華厳滝、竜頭の滝と並んで奥日光三名瀑の一つとされている。他にも華厳滝、竜頭の滝、裏見滝、霧降の滝と並び日光五名瀑の一つともされている。

## 概要
日本百名山のひとつである日光白根山の麓に位置する湯ノ湖の南岸から斜面を流れ落ちる。湯ノ湖のほとりには日光湯元温泉があり、湯ノ湖一帯もあちこちから湯が湧いているが、滝を流れ落ちるのは湯ではなく水である。湯滝を流れ落ちた水は日本有数の高層湿原「戦場ヶ原」を流れる湯川となり、竜頭の滝を下って中禅寺湖へ流入する。
滝の斜面を構成する岸壁は、湯川の流れをせき止めて湯ノ湖を形成した三岳の溶岩である。滝の下段部は左右二股に分かれており、かつては滝壺中央付近に落葉樹が立っていたが、1982年（昭和57年）9月の台風によって失われている。湯滝周辺はツツジやシャクナゲなどの名所でもあり、湯元温泉へ通じる道路からも近いことからハイシーズンにはたくさんの観光客が訪れる。滝の側面には遊歩道が設けられており、落ち口、滝壺、そして側面の三面から滝の姿を鑑賞することが可能で、特に滝壺の観瀑台からは目の前に迫った滝を間近に体験できる。